# Iibkhenetrê
Iibkhenetrê est un roi de l'Égypte antique ou de la Nubie. Il a très probablement régné à la fin de la XIe ou au début de la XIIe dynastie.

## Biographie
Iibkhenetrê était probablement un prétendant au trône égyptien dont le siège est en Basse-Nubie, pendant la période politiquement sensible sous le règne de Montouhotep IV de la XIe dynastie et le début du règne d'Amenemhat Ier de la XIIe dynastie,, ces pharaons ayant eu manifestement des problèmes pour être reconnus comme pharaons légitimes.
László Török propose une datation beaucoup plus récente pour Iibkhenetrê, comme pour d'autres dirigeants apparentés : selon lui, ce serait quelque temps après le règne du pharaon Khâsekhemrê Neferhotep de la XIIIe dynastie (Deuxième Période intermédiaire).
Iibkhenetrê adopte le titre royal pharaonique, bien que seuls son nom d'Horus et son nom de Nesout-bity soient connus, à partir d'inscriptions rupestres à Abou Hor, à Mediq et à Toshka, tous situés en Basse-Nubie.
Deux autres princes basés en Nubie, Segerseni et Qakare Ini, étaient probablement comme Iibkhenetrê des prétendants au trône égyptien, mais les liens éventuels entre eux trois ne sont pas connus.